# Sorbus karpatii
Sorbus karpatii är en rosväxtart som beskrevs av Ádám Boros. Sorbus karpatii ingår i släktet oxlar, och familjen rosväxter. Inga underarter finns listade i Catalogue of Life.